# Император Александр I (линейный корабль)
«Император Александр I» — 110-пушечный парусный линейный корабль Балтийского флота Российской империи, первый из трёх кораблей одноимённого типа. Находился в составе флота с 1827 по 1854 год, принимал участие в подавлении Польского восстания 1830—1831 годов и экспедиции Балтийского флота к берегам Дании 1848—1850 годов, использовался в качестве крейсерского и учебного судна. 

## Описание корабля
Трёхдечный парусный линейный корабль с деревянным корпусом, первый из трёх кораблей одноимённого типа, строившихся в Санкт-Петербурге с 1826 по 1828 год кораблестроителем Г. С. Исаковым. Водоизимещение корабля составляло 4413 тонн, длина — 64,4 метра, ширина — 15,7 метра, глубина интрюма — 6,5 метра, а осадка 6,9 метра. Воосужение корабля составляли 110 орудий, а экипаж состоял из 1000 человек.

## История службы
Линейный корабль «Император Александр I» был заложен на стапеле Главного адмиралтейства в Санкт-Петербурге 8 (20) мая 1826 года и после спуска на воду в присутствии императора Николая I 13 (25) октября 1827 года вошёл в состав Балтийского флота России. Строительство вёл кораблестроитель генерал-майор Корпуса корабельных инженеров Г. С. Исаков.
Корабль в составе эскадр выходил в практические плавания в Балтийское море и Финский залив ежегодно с 1829 по 1834 год, в 1836, 1839, 1840, 1842, 1843 и 1846 годах. 3 июля 1830 года, когда корабль стоял на Кронштадтском рейде, его посетил император Николай I и отобедал с офицерами.
В 1831 году с эскадрой вице-адмирала Ф. Ф. Беллинсгаузена корабль ходил в крейсерство к берегам Курляндии для того, чтобы помешать доставке оружия польским мятежникам.
3 июля 1836 года «Император Александр I» участвовал в церемонии встречи Балтийским флотом ботика Петра I.
В 1837—1839 годах в Кронштадте корабль был тимберован.
В 1839—1846 годах на корабле проходили морскую практику гардемарины Морского корпуса.
В 1848—1850 годах корабль принимал участие в экспедиции Балтийского Флота в воды Дании: 7 августа 1848 года он, в составе 1-й дивизии вице-адмирала А. П. Лазарева, пришел бухту Кёге, после чего перешёл к острову Мён. 24 августа «Император Александр I» в составе дивизии отправился в Россию и 6 сентября пришёл в Ревель.
31 мая следующего года с этой же дивизией корабль вышел из Ревеля и 27 июня подошёл к острову Альзен, находящемуся в проливе Малый Бельт.
До 25 июля корабль стоял на рейде у Зондербурга, после чего возвратился в Россию.
По окончании службы в 1854 году корабль «Император Александр I» был разобран в Кронштадте.

## Командиры
Командирами корабля «Император Александр I» в составе Российского императорского флота в разное время служили:
- 1828 — С. И. Селивачёв;
- 1829—1831 — П. И. Сущёв;
- 1832—1840 — Р. П. Боиль;
- 1842—1843, 1846—1849 — В. Б. Струкгов.
- хх.хх.хххх — 06.12.1849 — капитан 1-го ранга Щулепников, Александр Васильевич[7]
- 06.12.1849 — хх.хх.хххх — капитан 2-го ранга Григорович, Константин Иванович[8]